# Júlio Duarte Langa
Júlio Duarte Langa (Mangunze, 27. listopada 1927.) mozambički je rimokatolički kardinal i biskup emeritus Xai-Xaija.

## Životopis
Júlio Duarte Langa je rođen u mjestu Mangunze, 27. listopada 1927. godine. Pohađao je lokalnu školu prije ulaska u sjemenište u Magudi te kasnije sjemenište u Namaachi. Za svećenika je zaređen 9. lipnja 1957. godine. Zbog velikog znanja lokalnih jezika, nadgledao je narodni prijevod tekstova Drugog vatikanskog sabora. Imenovan je biskupom biskupije Xai-Xai, 31. svibnja 1976. je posvećen 24. listopada iste godine. 12. srpnja 2004. se umirovljuje na toj poziciji.
Papa Franjo ga je na konzistoriju, 14. veljače 2015., imenovao kardinalom. Na toj ceremoniji dodijeljena mu je naslovna crkva San Gabriele dell'Addolorata. Za svoje geslo ima Do kraja ih je ljubio (lat. In fine dilexit eos).

## Vanjske poveznice
- (engl.) Júlio Duarte Langa na catholic-hierarchy.org